# Luis Raquel Ledezma
Luis Raquel Ledezma Corrales (Alajuela,1 de abril de 1959) conocido deportivamente como Luis Raquel Ledezma es un exfutbolista costarricense, jugaba como defensa.

## Trayectoria
Luis Raquel Ledezma debutó como futbolista a los 16 años con el equipo de la Liga Deportiva Alajuelense, después de un tiempo surgió como figura en la banda derecha, formó parte del club alajuelense desde 1976 hasta 1986, durante ese periodo con su club ganó tres campeonatos de Primera División de Costa Rica en 1980, 1983, 1984 y una Copa de Campeones de la Concacaf en 1986, también fue llamado a la Selección Nacional de Costa Rica durante la eliminatoria para el mundial de México 86.
Además en 1986 pasó a jugar para el Club Sport Herediano, equipo con el que ganó otro campeonato nacional de Primera División en 1987. 
Regresó a la Liga Deportiva Alajuelense en 1988, pero en 1989 cuando tenía posibilidades de asistir al Mundial de Italia 90, sufrió una lesión en la columna durante un partido en el que su equipo se enfrentaba a Palmares, debido a esa lesión tuvo que retirarse definitivamente del fútbol en 1989, aquella situación de retiro obligatorio provocó que demandara a su club y el caso fue llevado a los tribunales de justicia. 
Años después el fallo judicial favoreció a Ledezma, que pasó a ser el primer deportista del país en recibir una indemnización de ese tipo.

## Clubes
| Club                       | País       | Año        |
| -------------------------- | ---------- | ---------- |
| Liga Deportiva Alajuelense | Costa Rica | 1976 -1986 |
| Club Sport Herediano       | Costa Rica | 1986-1987  |
| Liga Deportiva Alajuelense | Costa Rica | 1988 -1989 |

## Palmarés

### Campeonatos nacionales de Costa Rica
| Título                         | Club             | País       | Año  |
| ------------------------------ | ---------------- | ---------- | ---- |
| Primera División de Costa Rica | L.D. Alajuelense | Costa Rica | 1980 |
| Primera División de Costa Rica | L.D. Alajuelense | Costa Rica | 1983 |
| Primera División de Costa Rica | L.D. Alajuelense | Costa Rica | 1984 |
| Primera División de Costa Rica | C.S. Herediano   | Costa Rica | 1987 |

### Campeonatos internacionales
| Título                           | Club             | País       | Año  |
| -------------------------------- | ---------------- | ---------- | ---- |
| Copa de Campeones de la Concacaf | L.D. Alajuelense | Costa Rica | 1986 |